# 福岡県道560号都地姪浜線
福岡県道560号都地姪浜線（ふくおかけんどう560ごう とちめいのはません）は、福岡県福岡市西区を通る一般県道である。

## 概要
福岡市西区大字金武から福岡市西区姪の浜5丁目に至る。
2015年（平成27年）、橋本駅入口交差点 - 橋本2丁目のバイパスが開通した。
小戸西交差点 - 外環西口交差点の1.9 kmの区間には下山門通りという福岡市道路愛称がある。

### 路線データ
- 起点：福岡県福岡市西区大字金武（福岡県道49号大野城二丈線交点）
- 終点：福岡県福岡市西区姪の浜5丁目

## 歴史
- 1959年（昭和34年）4月1日 - 福岡県告示第232号により、県道都地姪浜線として路線認定される（当時の整理番号は263）[3]。
- 2009年（平成21年） - 福岡市市制施行120周年を記念して、姪浜5丁目交差点 - 福重交差点の2.1 kmの区間に福岡市道路愛称「姪浜大通り」を、小戸西交差点 - 外環西口交差点の1.9 kmの区間（バイパス）に「下山門通り」を決定。なお、愛称の由来は公募の応募数が1位であることから[2]。
- 2015年（平成27年） - 橋本駅入口交差点 - 橋本2丁目のバイパスが開通[1]。

## 路線状況

### 通称
- 下山門通り（外環西口交差点 - 小戸西交差点）

### 重複区間
- 福岡県道561号周船寺有田線（福岡市西区橋本2丁目 - 福岡市西区橋本1丁目・橋本交差点[注釈 1]、橋本西交差点[注釈 2]）
- 国道202号福岡外環状道路（福岡市西区橋本2丁目・橋本駅入口交差点交差点 - 福岡市西区福重1丁目・福重交差点[注釈 1]）
- 国道202号福岡外環状道路（福岡市西区橋本1丁目・橋本西交差点 - 福岡市西区福重2丁目・外環西口交差点[注釈 2]）

### 道路施設

#### 橋梁
- 飯盛橋（日向川、福岡市西区）
- 下山門橋（名柄川、福岡市西区）

## 地理

### 通過する自治体
- 福岡市（西区）

### 交差する道路
| 交差する道路                                                                   | 交差する場所 | 交差する場所                                                                                            |
| ------------------------------------------------------------------------------ | ------------ | --- |
| 福岡県道49号大野城二丈線                                                       | 大字金武     | |
| 国道202号 / 福岡外環状道路 重複区間起点 福岡県道560号都地姪浜線 / バイパス     | 橋本2丁目    | 橋本駅入口交差点                                                                                        |
| 福岡県道561号周船寺有田線 重複区間起点                                         | 橋本2丁目    | 橋本橋交差点                                                                                            |
| 福岡県道561号周船寺有田線 重複区間終点                                         | 橋本2丁目    | 橋本交差点                                                                                              |
| 国道202号 / 現道 国道202号 / 福岡外環状道路 重複区間終点                       | 福重1丁目    | 福重交差点                                                                                              |
| 福岡市道千代今宿線 / 明治通り                                                  | 姪の浜5丁目  | 姪浜5丁目交差点                                                                                         |
| バイパス                                                                       |              | |
| 福岡県道560号都地姪浜線 / 現道                                                 | 橋本2丁目    | 橋本駅入口交差点 / バイパス起点                                                                         |
| 福岡県道560号都地姪浜線 / 現道 福岡県道561号周船寺有田線 重複区間起点          | 橋本2丁目    | |
| 福岡県道560号都地姪浜線 / 現道                                                 | 橋本2丁目    | 橋本交差点 【北緯33度33分34.5秒 東経130度19分23.7秒 / 北緯33.559583度 東経130.323250度】                |
| 福岡県道561号周船寺有田線 重複区間終点 国道202号 / 福岡外環状道路 重複区間起点 | 橋本1丁目    | 橋本西交差点                                                                                            |
| 国道202号 国道202号 / 福岡外環状道路 重複区間終点                              | 福重2丁目    | 外環西口交差点                                                                                          |
| 福岡高速環状線                                                                 | 石丸2丁目    | 115 石丸入口                                                                                            |
| 福岡高速環状線                                                                 | 福重3丁目    | 115 福重出口                                                                                            |
| 福岡市道豊浜小戸線 / マリナ通り 福岡市道千代今宿線 / 明治通り                  | 小戸3丁目    | 小戸西交差点 / バイパス終点【北緯33度35分9.1秒 東経130度18分51.3秒 / 北緯33.585861度 東経130.314250度】 |

### 交差する鉄道
- 筑肥線

### 沿線
- 福岡市立金武小学校
- 福岡市西部運動公園
- 福岡市地下鉄七隈線 橋本駅
- 福岡市立石丸小学校
- 福岡市 西区役所
- JR九州筑肥線 姪浜駅
- 福岡市立内浜小学校